# دومنیک تورنت
دومنیک تورنت (زاده ۱۴ ژوئیه ۱۹۶۲) بازیکن سابق مربی حرفه ای فوتبال اهل اسپانیا است.

## زندگی شخصی
تورنت نوه بازیکن سابق بارسلونا است.

## افتخارات

### کمک مربی
بارسلونا ب
- بارسلونا
- لالیگا (۳): ۲۰۰۸–۰۹،[۴] ۲۰۰۹–۱۰، ۲۰۱۰–۱۱
- کوپا دل ری (۲): ۲۰۰۸–۰۹، ۲۰۱۱–۱۲
- Supercopa de España (3): 2009، ۲۰۱۰، ۲۰۱۱
- لیگ قهرمانان اروپا (۲): ۲۰۰۸–۰۹، ۲۰۱۰–۱۱
- سوپر جام یوفا (۲): ۲۰۰۹، ۲۰۱۱
- جام جهانی فوتبال فیفا (۲): ۲۰۰۹، ۲۰۱۱
- بوندس لیگا (۳): ۲۰۱۳–۱۴، ۲۰۱۴–۱۵، 2015–16[۴]
- DFB-Pokal (2): 2013–14، ۲۰۱۵–۱۶
- سوپر جام یوفا (۱): ۲۰۱۳
- جام جهانی باشگاه فیفا (۱): ۲۰۱۳

منچستر سیتی
- لیگ برتر (۱): 2017–18[۴]
- جام EFL (1): 2017–18[۵]